# Аптекарев Володимир Іларіонович
Аптекарев Володимир Іларіонович (також Аптекарєв; 28 січня 1933 — 2004) — український плакатист, ілюстратор.

## Життєпис
Народився Володимир Аптекарев 28 січня 1933 року в смт Любар (на той час — Вінницької області).
Випускник Українського поліграфічного інституту у Львові (1963, педагог М. Іванов).
Володимир Аптекарев був працівником Київського товариства художників (з 1953 року), пізніше — Художнього фонду. Він ілюстрував книги українських видавництв «Веселка», «Дніпро», «Молодь», «Радянська школа», «Радянський письменник», «Політвидав», «Музична Україна».
Як художник-ілюстратор і плакатист, співпрацював із українськими республіканськими журналами, газетами, Радіотелеграфним агентством України. Володимир Іларіонович був редактором видавництва «Агітплакат» Спілки художників України.
Також, був одним із ілюстраторів навчальних діафільмів Української студії хронікально-документальних фільмів.
Починаючи з 1961 року брав участь у багатьох виставках, зокрема міжнародних. Був членом Національної Спілки журналістів України (1973), Спілки фотохудожників України (1989).

## Творчість
В. І. Аптекарев брав участь у створенні серії плакатів «Слава юним героям» («Марат Казей», 1961), яка вийшла друком у Києві та Москві.
Проілюстрував понад 100 видань, серед яких книги:
- Голованов Я. К. Світочі науки: етюди про вчених. — Київ: Веселка, 1970.
- Дубенко І. Сімейна ідилія: гуморески. — Київ: Молодь, 1989. — ISBN 5-7720-0145-0.
- Забаштанський В. О. Жага життя: поезії. — Київ: Веселка, 1987.
- Казанцев О. Марсові онуки [Архівовано 25 січня 2022 у Wayback Machine.]. — Київ: «Веселка», 1967.
- Короткевич В. Каштанове листя. — Київ: Веселка, 1982.
- Пальчик М. І. Без відриву від зарплати: гуморески. — Київ; Молодь, 1991.
- Прокопенко Ю. Зустріч з прибульцем. — Київ: Молодь, 1986.
- Сапожников Л. Терра інкогніта. — Київ: Веселка, 1970.
- Штерн Б. Рыба любви [Архівовано 30 листопада 2020 у Wayback Machine.]. — Киев: Молодь, 1991. — ISBN 5-7720-0545-6.
- Ячейкін Ю. Рандеву зі смертю [Архівовано 10 вересня 2019 у Wayback Machine.]. — Київ: Молодь, 1990. — ISBN 5-7720-0360-7.

Був художником-ілюстратором багатьох книжок для дітей, зокрема:
- збірки віршів Павла Глазового «Іванець-бігунець» (1963), М. Сингаївського «Кличе матуся» (1974) та «Сонце для всіх» (1975), І. Кульської «Поласуйте нами» (1964);
- повісті А. М. Матуте «Пауліна, світ і зорі» (1971), Б. Ржиги «Політ дозволяю: веселі пригоди дітей та їхнього собаки з малим літаком» (1974);
- збірки «Народні оповідання» (1992);
- народних казок «Чабанець» (перевидавалася 5 разів, з них 4 — англійською мовою), «Чарівна скрипка» (1990);
- книжок-картинок «Подорож до чудесного міста» (1971), «Рідна вітчизна» (1972), «В сказочном мире» (1975).

Був ілюстратором навчальних діафільмів Української студії хронікально-документальних фільмів, таких як:
- «Вічна мандрівниця» [Архівовано 4 червня 2020 у Wayback Machine.] (1966);
- «Павло Тичина» [Архівовано 16 січня 2021 у Wayback Machine.] (1967).